# Wellington (wyspa)
Wellington – wyspa chilijska, położona na Oceanie Spokojnym, u wybrzeży południowo-zachodniej Patagonii, między półwyspem Taitao a cieśniną Magellana. Od lądu na wschodzie oddzielona jest cieśninami: Paso del Indio na północy i Canal Ancho na południu. Cechuje się dobrze rozwiniętą linią brzegową, z licznymi półwyspami i zatokami. Powierzchnia 5556 km².
Ma charakter górzysty, z wysokościami do 1046 m n.p.m. W tym regionie położone są także inne wyspy, m.in. Esmeralda, Serrano, Campana, Madre de Dios, Księcia Jorku, Chatham, Hanover, Diego de Almagro, Jorge Montt, Mornington, Juan Stuven, Patricio Lynch i Stosch. Główną miejscowością na wyspie jest Puerto Edén.